# ظفرنامه (سيرة شامية)

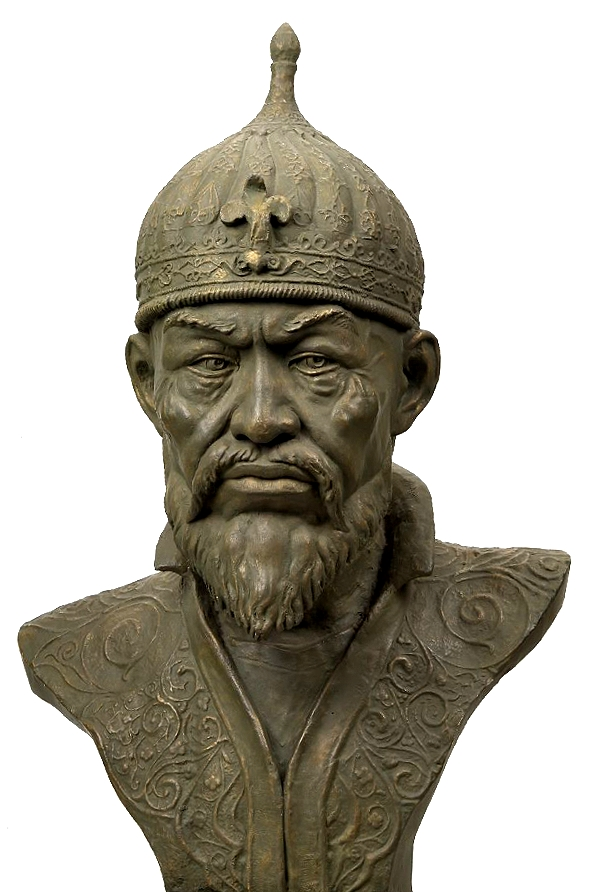
إعادة إعمار تيمور

ظفر نامه (وهي فارسية، تعني كتاب الظفر أو كتاب النصر) هي سيرة ذاتية لتيمور كتبها المؤرخ نظام الدين الشامي. وقد شكلت الأساس لكتاب ظفرنامه اللاحق والأكثر شهرة لشرف الدين علي يزدي.
نُشرت إحدى ترجمات فيليكس تاور في براغ عام 1937.